# Томас Хобс
Томас Хобс (енгл. Thomas Hobbes; Малмсбури, 5. април 1588 — Дербишир, 4. децембар 1679) је био енглески филозоф, представник класичног енглеског емпиризма. Човека сматрао за слободног појединца, а државу као вештачку творевину насталу на основу уговора појединаца. Његово главно дело је Левијатан (1651), чија је основна теза да је у човековом интересу да изађе из природног стања, у коме свако води рат против свих, и формира, кроз друштвени уговор, државу, која ће обезбедити друштвени мир.
Хобс је био шампион сувереног апсолутизма, али је такође развијао неке од основа модерне европске мисли:
- право појединца
- природна једнакост свих људи
- вештачки карактер политичког реда (која је довела до касније разлике између цивилног друштва и државе)
- поглед да сва легитимна политичка моћ мора бити репрезентативна и базирана на сагласности људи
- либералну интерпретацију права која оставља људима слободу да чине оно што закон експлицитно не забрањује.

Хобс перципира природно стање из Аристотелове Политике, у којој пише да „ човек због своје природе, а не случајем стоји ван друштвене заједнице и по природи жели рат, будући да је сам и препуштен случају Природа је по Хобсу свеукупности сила и тела који се према одређеним законима сударају или усклађују. Људи су једина привилегована створења која поседују Божији дар стварања и зато имају слободу изласка ван дејства природних закона случајности. 
Људи излазе из природног стања друштвеним уговором којим стварају државу. Држава је вештачки производ активности људи. Хобс закључује да два елемента државе постоје и у природном стању: људи и закони разума у облику природних закона.

## Биографија

### Рани живот
Томас Хобс је рођен 5. априла 1588. (стари стил), у Вестпорту, који је сада део Малмзберија у Вилтширу, Енглеска. Пошто је рођен прерано када је његова мајка чула за надолазећу инвазију Шпанске Армаде, Хобс је касније известио да је „моја мајка родила близанце: мене и страх.“ Хобс је имао брата Едмунда, отприлике две године старијег, као и сестру по имену Ана.
Иако је детињство Томаса Хобса у великој мери непознато, као ни име његове мајке, познато је да је Хобсов отац, Томас старији, био викар Чарлтона и Вестпорта. Хобсов отац је био необразован, према Џону Обрију, Хобсовом биографу, и он је „презирао учење.“ Томас старији је био умешан у тучу са локалним свештенством испред своје цркве, након чега је био приморан да напусти Лондон. Као резултат тога, породица је остављена на бригу старијем брату Томаса старијег, Френсису, богатом произвођачу рукавица без сопствене породице.

#### Образовање
Хобс млађи се школовао у цркви Вестпорт од четврте године, прешао у школу Малмсбери, а затим у приватну школу коју је водио младић по имену Роберт Латимер, дипломац Универзитета у Оксфорду. Хобс је био добар ученик и између 1601. и 1602. похађао је у Магдален Хол, претечу Хертфорд колеџа у Оксфорду, где је пратио предавања сколастичке логике и математике. Настојник, Џон Вилкинсон, био је пуританац и имао је известан утицај на Хобса. Пре него што је отишао у Оксфорд, Хобс је превео Еурипидову Медеју са грчког на латински стих.
Сматра се да је на универзитету Томас Хобс следио сопствени наставни план и програм, јер га је мало привлачило школастичко учење. Напуштајући Оксфорд, Хобс је завршио дипломске студије стичући диплому инкорпорацијом на Ст Јонов колеџ у Кембриџу, 1608. године. Препоручио га је сер Џејмс Хаси, његов настојник у Магдалени, као учитеља Вилијаму, сину Вилијама Кевендиша, барона од Хардвика (а касније и грофа од Девоншира), и започео је доживотну везу са том породицом. Вилијам Кевендиш је уздигнут у племство након очеве смрти 1626. године, држећи статус две године до своје смрти 1628. Његов син, такође Вилијам, такође је постао трећи гроф од Девоншира. Хобс је служио као учитељ и секретар обојици људи. Млађи брат првог грофа, Чарлс Кевендиш, имао је два сина који су били Хобсови заштитници. Старији син, Вилијам Кевендиш, касније 1. војвода од Њукасла, био је водећи присталица Чарлса I током грађанског рата и лично је финансирао војску за краља, будући да је био гувернер принца од Велса, Чарлса Џејмса, војводе од Корнвола. Овом Вилијаму Кевендишу је Хобс посветио своје Елементе закона.